# AC Belluno 1905
AC Belluno 1905 is een Italiaanse voetbalclub uit Belluno die speelt in de Serie D. De club werd opgericht in 1905. De clubkleuren zijn geel en blauw.